# 埃内斯托·卡德纳尔
埃内斯托·卡德纳尔·马丁内斯（西班牙語：Ernesto Cardenal Martínez，1925年1月20日—2020年3月1日）是尼加拉瓜天主教神父，诗人和政治家。他是一位解放神学家，曾在尼加拉瓜湖中的索伦蒂纳梅群岛创办教会。他曾是桑地諾民族解放陣線成员，并在奥尔特加执政期间担任尼加拉瓜文化部长。

## 生平
埃内斯托·卡德纳尔於1925年出生在尼加拉瓜格拉纳达的一户书香人家，7岁开始写诗:184-185。
1970年代，桑解阵已经透过游击队，直接对抗当局，但仍然不敌蘇慕薩，该黨也一度分裂为无产阶级派及持久人民战争派，矛盾不断，直到1977年，丹尼尔·奥尔特加才吸收塞爾希奧·拉米雷斯等一部分桑解阵成员，建立了第三个派系起义派，在拉米雷斯的倡导下，埃内斯托·卡德纳尔等流亡知识分子组建了“十二人集团”，号召所有反对蘇慕薩的人一起参加桑解阵的军事行动，以发动全国性的起义。1978年，安纳斯塔西奥·索摩查·德瓦伊莱雇凶谋杀《新闻报》社长查莫罗後，桑解阵三大派系达成共识，决定與国内其他反对派一同发动起义，他们最终於1979年7月进军马那瓜，推翻了蘇慕薩，而“十二人集团”亦随即解散:54-56,185。